# Токарева, Анна Николаевна
Анна Николаевна Токарева (1923—1996) — советский работник промышленности, Герой Социалистического Труда.

## Биография
Родилась в рабочей семье 9 февраля в 1923 года в селе Риддерское (с 1941 года — город Лениногорск, с 2002 года — город Риддер) Восточно-Казахстанской области (ныне Республики Казахстан).
Трудовая деятельность начала в 1940 году в различных организациях города. С 1942 года, во время Великой Отечественной войны, Анна Токарева работала дозировщиком реагентов, флотатором и старшим флотатором на обогатительной фабрике Лениногорского полиметаллического комбината (ныне в составе компании «Казцинк»). В 1964 году она принимала участие во внедрении в производство бесцианидного способа разделения свинцовомедных концентратов. Этот метод обогащения увеличил выход свинца, меди и цинка из руды, довел до минимума потери растворенного золота и повысил качество медного концентрата.
Указом Президиума Верховного Совета СССР от 20 мая 1966 года за выдающиеся успехи, достигнутые в развитии цветной металлургии, Токаревой Анне Николаевне было присвоено звание Героя Социалистического Труда с вручением ордена Ленина и золотой медали «Серп и Молот».
В 1969 году Анна Николаевна Токарева была избрана представителем от Лениногорского полиметаллического комбината на Всесоюзное совещание работников цветной металлургии в Москве. В своих воспоминаниях она сообщала:

«Совещание проходило в Кремлёвском дворце съездов. Я была избрана в почетный Президиум вместе с руководителями нашего государства Л. И. Брежневым, А. Н. Косыгиным.
Честь и доверие ко многому обязывали. Надо было сказать свое рабочее слово с трибуны Дворца съездов. Я рассказала о достижениях нашего края. А достижения немалые. Восточный Казахстан — основной поставщик цветных металлов стране».

Наряду с производственной деятельностью, занималась общественной. Избиралась депутатом Верховного Совета Казахской ССР 7-го созыва (1967—1971) и депутатом Лениногорского городского Совета депутатов трудящихся. Анна Николаевна внесла свой вклад в улучшение культурно-бытовых условий жизни населения и благоустройство города, посещала учащихся подшефной школы.
Выйдя на заслуженный отдых, стала, персональным пенсионером союзного значения, проживала в городе Риддер Республики Казахстан. Умерла в 1996 году.
В Риддерском филиале государственного архива Восточно-Казахстанской области Республики Казахстан имеются документы, относящиеся к А. Н. Токаревой.

## Заслуги
- Была также награждена медалями, в числе которых «За доблестный труд в Великой Отечественной войне 1941—1945 гг.» (1946), «За трудовое отличие» (1949) и «За трудовую доблесть» (1955); удостоена ведомственного знака отличия «Отличник социалистического соревнования цветной металлургии СССР» (1957).[1]
- Почетный гражданин города Лениногорска.[2]